# کوجی (دوره موروماچی)
کوجی (به ژاپنی: 弘治 Kōji) نام دوره ژاپنی است. این دوره بعد از تنبون و قبل از ایروکو قرار داشت. این دوره از اکتبر ۱۵۵۵ تا فوریه ۱۵۵۸ میلادی به طول انجامید. در طی این دوره امپراتور گو-نارا و امپراتور اوگیماچی حکمران ژاپن بودند.

## وقایع
۱۵۵۵ (کوجی سال اول، ماه ۱): یک جنگ مرزی بین موری موتوناری، دایمیوی ولایت آکی و سو هاروتاکا، دایمیو ولایت سوئو آغاز شد.
۱۵۵۵ (کوجی سال اول، ماه یازدهم): نیروهای خاندان موری توانستند مدافعان سو در نبرد ایتسوکوشیما را محاصره کنند. زمانی که نتیجه جنگ روشن شد، سو هاروتاکا خودکشی کرد؛ و دیگران، از جمله اودومو نو یوشیناگا نیز به دنبال وی خودکشی کردند. پس از این پیروزی و تثبیت پس از آن دارایی موری موتوناری به چهار پسر موتوناری: کوبایاکاوا تاکاکاگه، کیکاوا موتوهارو، هودا موتوکیو و کوبایاکاوا تاکاکاگه تعلق گرفت.
۱۵۵۵ (کوجی سال اول): نیروهای تاکدا شینگن و اوئسوگی کنشین در محل تلاقی دو رود سایگاوا و رود چیکوماگاوا در ولایت شینانو با یکدیگر برخورد کردند؛ این نبرد یکی از نبردهایی است که به نبردهای کاواناکاجیما شناخته می‌شود.
۱۵۵۶ (کوجی سال دوم): در یک مبارزه در ولایت ایوامی، معدن نقره اوموری به کنترل خاندان موری افتاد.
۱۵۵۷ سپتامبر ۲۷ (کوجی ۳، روز ۵ ماه ۹): امپراتور گو-نارا در سن ۶۲ سالگی درگذشت.